# Baloghia balansae
Baloghia balansae är en törelväxtart som först beskrevs av Henri Ernest Baillon, och fick sitt nu gällande namn av Ferdinand Albin Pax. Baloghia balansae ingår i släktet Baloghia och familjen törelväxter. Inga underarter finns listade i Catalogue of Life.